# 新しい資本主義
新しい資本主義（あたらしいしほんしゅぎ、英語: New Form of Capitalism）とは、第101代内閣総理大臣である岸田文雄が掲げる経済政策である。小泉内閣以降の新自由主義的な経済から脱却し、「成長と分配の好循環」や「コロナ後の新しい社会の開拓」を目指すとしている。

## 概要

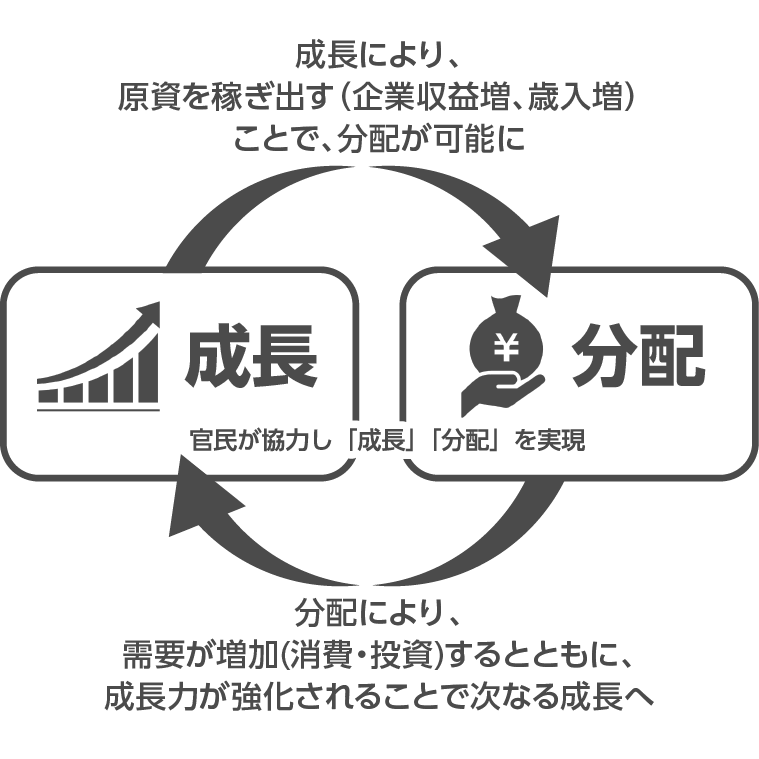
成長と分配の好循環のイメージ

新しい資本主義は2021年自民党総裁選挙において当時候補者であった岸田が「新しい資本主義の構築を目指す」として初めて発表した。詳しい内容に関しては、2020年9月11日に2020年自由民主党総裁選挙への出馬に合わせて出版された著書『岸田ビジョン 分断から協調へ』に書かれており、成長戦略として、「科学技術によるイノベーション」「デジタル田園都市国家構想による地方活性化」「カーボンニュートラルの実現」「経済安全保障の確立」の四つを掲げる。一方、主な分配戦略として、「働く人への分配機能の強化」「中間層の拡大と異次元の少子化対策」「エッセンシャルワーカーの収入増」の三つを掲げている。
提唱者である岸田本人がこれらの意味を演説などにおいて詳しく述べておらず、与野党からもよく分からないとの声もある。ただし、アメリカ合衆国のジョー・バイデン大統領とのオンライン首脳会談では、岸田が新しい資本主義について熱く語った後、バイデン大統領が「素晴らしい、私のしようとしていることと全く同じだ」と発言して賛同している。また、日本経済団体連合会（経団連）会長の十倉雅和も、新しい資本主義は経団連が掲げる「サステナブルな資本主義」と一致していると賛意を示している。
2021年10月15日に新しい資本主義実現本部が設置されたが、新型コロナウイルスの感染再拡大や2022年ロシアのウクライナ侵攻、また2022年はこれらに起因した世界経済の変動に端を発する物価高や円安の急速な進行などに迫られて、世界や日本ののっぴきならない情勢下における喫緊の重要な諸課題への対応を優先せざるを得ない状況が続いている。これに対して、岸田文雄首相は、物価高・円安などの経済的困難への解決策であるとともに、成長と分配の好循環を持続的にポンプアップさせる「構造的な賃上げ」を、みずからが掲げる新しい資本主義の実現に向けた最優先事項とする考えを示した。

## 成果物

### 初版
2022年6月7日、『新しい資本主義のグランドデザイン及び実行計画』が閣議決定された。

### 2023年改訂
2023年6月6日、政府は『新しい資本主義のグランドデザイン及び実行計画2023改訂版』をまとめた。実行計画の4本柱は、
1. 人への投資・構造的賃上げと「三位一体の労働市場改革の指針」 - リスキリング支援など
2. GX（脱炭素社会）・DX（デジタルトランスフォーメーション）等への投資 - 半導体、蓄電池、バイオものづくり、データセンターを戦略分野と位置付ける。他に生成AIへの研究開発強化など
3. 企業の参入・退出の円滑化とスタートアップ育成５か年計画の推進
4. 社会的課題を解決する経済社会システムの構築

など。他に「資産所得倍増プランと分厚い中間層の形成」等も掲げている。改定案は与党の協議を経て内容を修正し、6月16日に閣議決定された。

### 2024年改訂
2024年6月21日、『新しい資本主義のグランドデザイン及び実行計画2024改訂版』が閣議決定された。

## 組織

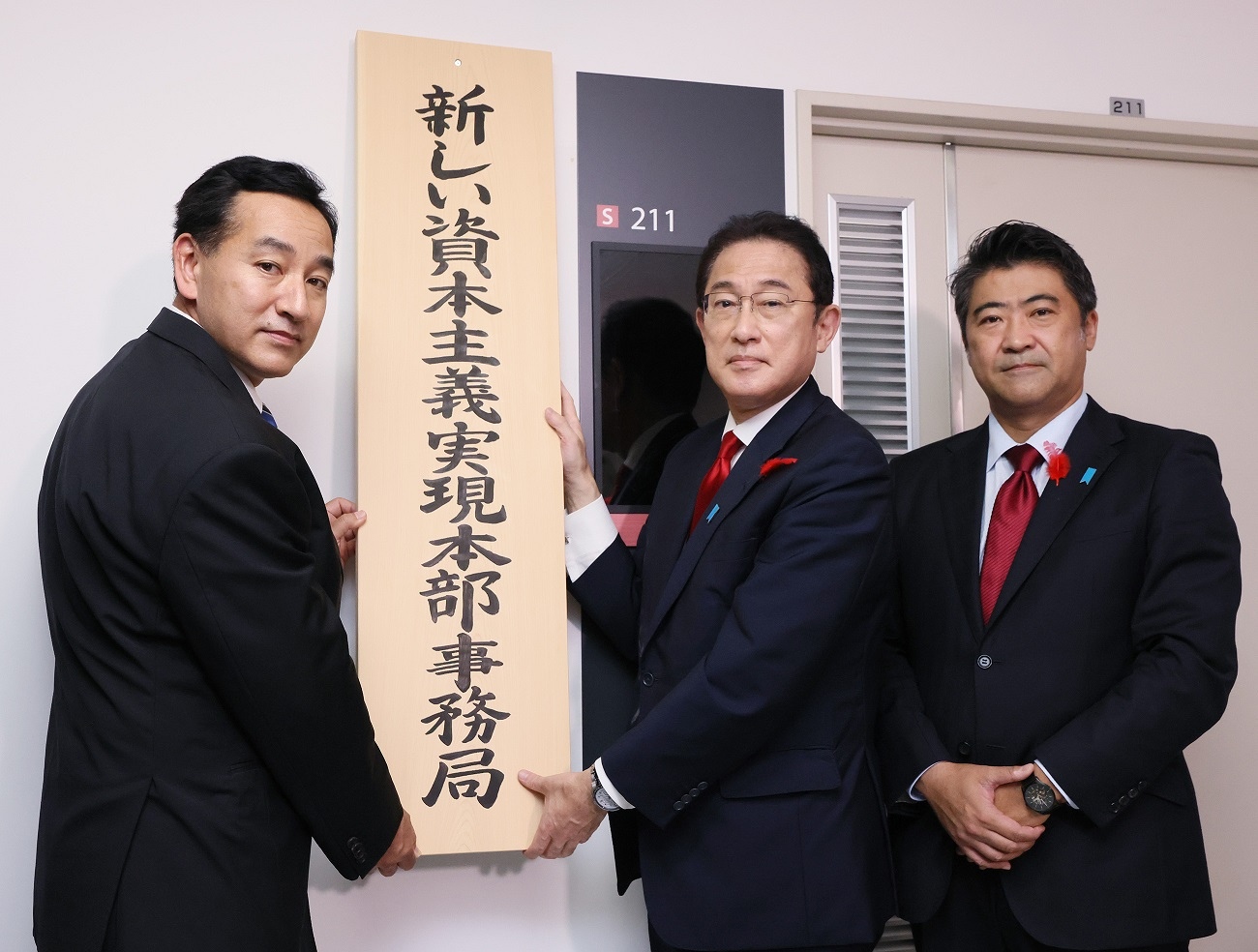
新しい資本主義実現本部を設置した2021年10月15日、事務局の看板掛けを行う岸田文雄首相（中央）と山際大志郎担当相（左）木原誠二官房副長官（右）

第1次岸田内閣は2021年10月15日に「新しい資本主義の実現」のため内閣総理大臣を本部長とする新しい資本主義実現本部の設置を閣議決定した。副本部長は新しい資本主義担当大臣、内閣官房長官。本部員は他の全ての国務大臣。「本部の庶務は、内閣府の助けを得て、内閣官房において処理する」と定められている。
下部組織とし新しい資本主義実現会議が設置されている。2021年10月15日に発足した当初、民間からは、翁百合、川邊健太郎、櫻田謙悟、澤田拓子、渋沢健、諏訪貴子、十倉雅和、冨山和彦、平野未来、松尾豊、三村明夫、村上由美子、米良はるか、柳川範之、芳野友子の15人が有識者構成員に起用された。その後、三村明夫が退いて、小林健とレベッカ・ヘンダーソンが加わった時点で計16人となり、さらに櫻田謙悟が新浪剛史に交代して現在に至っている。

## 原丈人の公益資本主義
新しい資本主義の理論的な骨格は、経済政策を巡って岸田文雄首相に助言している原丈人の公益資本主義にある。原丈人は自身の著書『「公益」資本主義 英米型資本主義の終焉』で解説している。会社は株主のものであるとする会社法で定められた定義を無視し、会社は社会全体の利益つまり公益を追求するものに変わるべきであると独自に提唱している。
なお、公益資本主義の推進を掲げて2014年に設立された一般社団法人の公益資本主義推進協議会（PICC）は、倫理研究所（倫理法人会）や都築学園グループと密接な関わりを持つとされる。詳しくは公益資本主義の項目を参照。

## 新しい資本主義担当大臣
| 代 | 氏名 | 氏名 | 内閣 | 内閣 | 在職期間 |
| 国務大臣（成長と分配の好循環による新たな資本主義の 構築に向けた施策を総合的に推進するため企画立案 及び行政各部の所管する事務の調整担当） | 国務大臣（成長と分配の好循環による新たな資本主義の 構築に向けた施策を総合的に推進するため企画立案 及び行政各部の所管する事務の調整担当） | 国務大臣（成長と分配の好循環による新たな資本主義の 構築に向けた施策を総合的に推進するため企画立案 及び行政各部の所管する事務の調整担当） | 国務大臣（成長と分配の好循環による新たな資本主義の 構築に向けた施策を総合的に推進するため企画立案 及び行政各部の所管する事務の調整担当） | 国務大臣（成長と分配の好循環による新たな資本主義の 構築に向けた施策を総合的に推進するため企画立案 及び行政各部の所管する事務の調整担当） | 国務大臣（成長と分配の好循環による新たな資本主義の 構築に向けた施策を総合的に推進するため企画立案 及び行政各部の所管する事務の調整担当） |
| --- | --- | --- | --- | --- | --- |
| 1 | | 山際大志郎 | 第1次岸田内閣 | 第1次岸田内閣 | 2021年10月4日 - 2021年11月4日 |
| 2 | 第2次岸田内閣 | 第2次岸田内閣 | 2021年11月4日 - 2022年8月10日 | | |
| 2 | | 山際大志郎 | 第1次改造内閣 | 2022年8月10日 - 2022年10月24日 | |
| 3 | | 後藤茂之 | 第1次改造内閣 | 2022年10月25日 - 2023年9月13日 | |
| 4 | | 新藤義孝 | 第2次改造内閣 | 2023年9月13日 - 2024年10月1日 | |
| 5 | | 赤沢亮正 | 第1次石破内閣 | 第1次石破内閣 | 2024年10月1日 - 2024年11月11日 |
| 6 | 第2次石破内閣 | 第2次石破内閣 | 2024年11月11日 - 現職 | | |